# 高氯酸钾
高氯酸钾，也称过氯酸钾，是高氯酸的钾盐，化学式为KClO4，具强氧化性。它是无色晶体或白色粉末，熔点约为610 °C。常用在烟火和闪光粉中作氧化剂，也用作起爆药。它可以作固体火箭推进剂材料之一，但此应用基本上已被高氯酸铵所取代。
所有碱金属高氯酸盐中，高氯酸钾的溶解度最低（1.5g/100g，水，25 °C）。

## 反应
KClO4可与很多还原剂发生反应，如与葡萄糖（C6H12O6）的反应如下：
3 KClO4 + C6H12O6 → 6 H2O + 6 CO2 + 3 KCl
高氯酸钾与蔗糖的混合物还算稳定，但与其它还原剂混合很可能发生爆燃，发生剧烈氧化还原反应，火焰呈钾的焰色紫色。鞭炮中用高氯酸钾与铝粉的混合物以制造闪光。
氯酸钾不可与硫混用，但高氯酸钾可以。一个通用的解释为：硫会被氧化为亚硫酸和硫酸，后者与氯酸钾反应，生成氯酸。高浓度的氯酸很不稳定，会发生自燃，但是由高氯酸钾生成的高氯酸则相对稳定，不会分解。

## 生产
高氯酸钾由高氯酸钠与氯化钾的复分解反应制备，高氯酸钠则由氯化钠的阳极氧化制取。

## 医药
高氯酸钾可与其他治疗方法连用，以治疗甲状腺功能亢进症。